# Tiếng Catalunya
Tiếng Catalunya (català, phát âm [kətəˈla] hay [kataˈla]) là một ngôn ngữ Rôman, ngôn ngữ dân tộc và là ngôn ngữ chính thức của Andorra, và là một ngôn ngữ đồng chính thức ở những cộng đồng tự trị Tây Ban Nha là Catalunya, quần đảo Baleares và cộng đồng Valencia (nơi người ta gọi nó là Valencià ("tiếng València")), cũng như ở thành phố Alghero trên đảo thuộc Ý là Sardegna. Ngôn ngữ này cũng được nói ở cộng đồng tự trị Aragón (ở La Franja) và Murcia (ở Carche) thuộc Tây Ban Nha, và về mặt chính thức cũng được công nhận ở một mức độ nào đó ở vùng lịch sử Roussillon phía nam nước Pháp, gần như tương đương với tỉnh Pyrénées-Orientales (Bắc Catalunya).
Tiếng Catalunya phát triển từ tiếng Latinh bình dân ở cả hai phía ở khu vực phía đông dãy núi Pyrénées (các hạt Rosselló, Empúries, Besalú, Cerdanya, Urgell, Pallars và Ribagorça). Ngôn ngữ này có các đặc điểm chung với các ngôn ngữ Gallo-Romance, Ibero-Romance, và các loại ngôn ngữ nói Gallo-Ý ở miền Bắc Italia.
Do một hệ quả của các cuộc chinh phục của người Aragón và Catalunya vào Al-Andalus (bán đảo Iberia thuộc Hồi giáo ngày xưa) ở phía nam và phía tây, ngôn ngữ này lan rộng đến phần lớn khu vực ngày nay là Catalunya, quần đảo Baleares và phần lớn cộng đồng Valencia.
Trong suốt thế kỷ 15, trong thời kỳ vàng son Valencia, tiếng Catalunya đã đạt đến đỉnh cao văn hóa của nó, một đỉnh cao mà sau này chỉ đến thời La Renaixença ("Phục Hưng"), bốn thế kỷ sau mới lại có được.

## Lịch sử

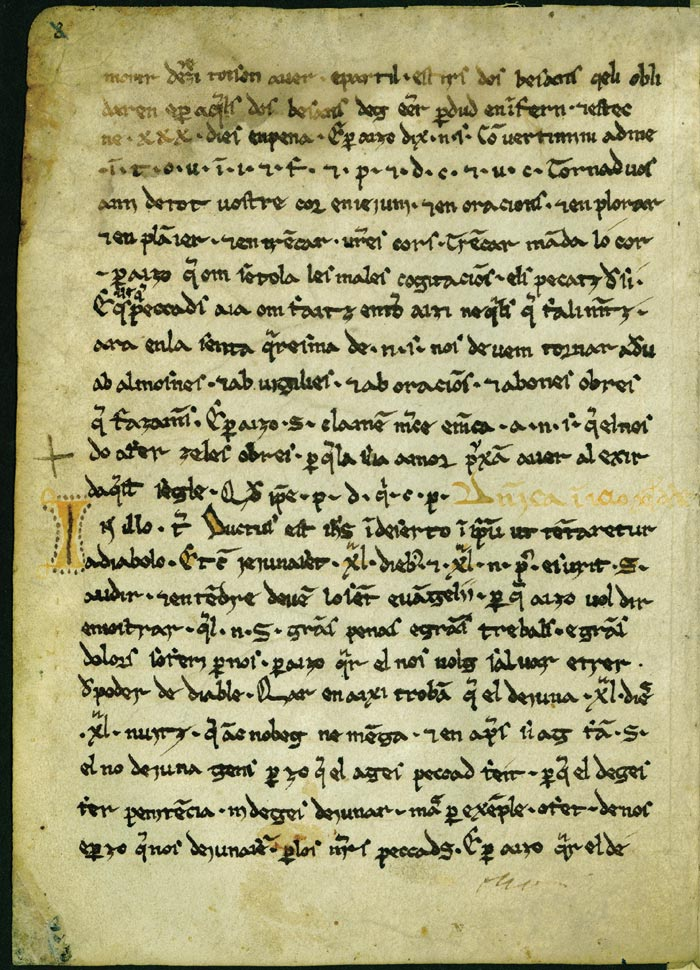
Bài Homilies d'Organyà là một trong những tài liệu văn chương xưa nhất bằng tiếng Catalunya.

Bài khảo chứng đầu tiên bằng tiếng Catalunya viết có từ thế kỷ 9, dù bài đầu tiên được coi là tài liệu văn chương bằng tiếng Catalunya là Homilies d'Organyà từ thế kỷ 13. Tiếng Catalunya được mở rộng và văn học phát triển với tác giả như Ramon Llull (thế kỷ 13-14), Ausiàs March và Joanot Martorell (thế kỷ 15) đến thế kỷ 16 và 17, lúc sự suy giảm bắt đầu vì sự mở rộng của tiếng Tây Ban Nha.
Sử dụng tiếng Catalunya trong lĩnh vực chính thức bị cấm tại vùng València năm 1707, tại Mallorca và Ibiza năm 1715, còn tại công quốc Catalunya kể từ Sắc lệnh Nueva Planta (năm 1716). Ở miền Bắc của Catalunya một quyết định tương tự đã tồn tại từ năm 1700 rồi. Đảo Menorca thì thuộc Anh kể từ năm 1713. Luật cấm này sẽ ở lại luôn, ngoại trừ khoảng thời gian ngắn lúc Đệ nhất và Đệ nhị Cộng hoà Tây Ban Nha, đến lúc lặp cộng đồng tự trị giữa năm 1978 và 1983.
Kể từ phần giữa thế kỷ 13 đến cuối thế kỷ 14, có người nói tiếng Catalunya tại vương quốc Murcia, vì có quân đội thuộc Vương quốc Aragón và dân cư Catalunya tại đó. Thứ tiếng này cũng là thứ tiếng thường ở thành phố Cagliari trên đảo Sardegna đến thế kỷ 18. Vào thế kỷ 19 có một vài chỗ có dân cư nói tiếng Catalunya tại Saint Augustine, Hoa Kỳ, và tại Algérie, mà ở đó người ta nói thổ ngữ tên là patuet.
Thế kỷ 19 là thời kỳ phục hưng ("Renaixença") của tiếng Catalunya như thứ tiếng của văn hoá, và kể từ lúc ấy có nhiều sự nỗ lực tiêu chuẩn hoá thứ tiếng, với một vài cột mốc như tác phẩm của Pompeu Fabra và viện Institut d'Estudis Catalans ("Viện Nghiên cứu về Catalunya"). Trong thế kỷ 19 nhiều người coi tiếng Catalunya là thổ ngữ thuộc tiếng Occitan mà thời kỳ Reconquista trải ra hướng nam hay lúc người Hồi giáo từ Septimania rút lại. Friedrich Christian Diez là một trong nhà ngữ văn học đầu tiên coi tiếng Catalunya và tiếng Provence là hai ngôn ngữ khác biệt với nhau.

## Phân loại và liên hệ với ngôn ngữ nhóm Rôman khác

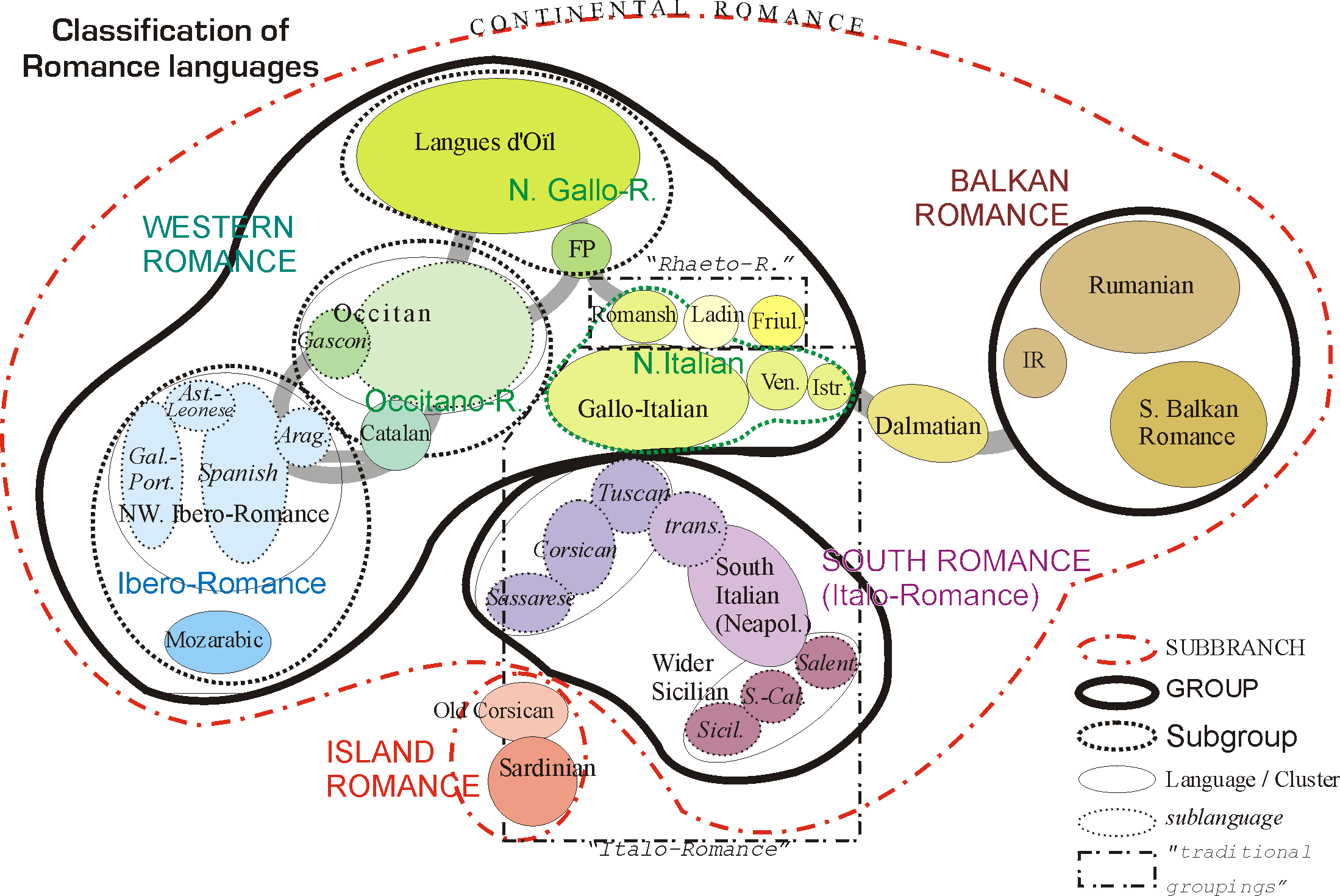
Đồ thị của các ngôn ngữ nhóm Rôman tựa vào tiêu chí cấu trúc và so sánh (không vào tiêu chí xã hội chức năng).

Theo Pierre Bec, phải phân loại tiếng Catalunya như vậy:
- Rôman
  - Ý-Tây
    - Rôman phía Tây
      - Gallia-Iberia
        - Gallia Rôman (cũng có thể phân loại trong nhóm Iberia-Rôman)
          - Occitan-Rôman (cũng có thể phân loại trong nhóm Iberia phía đông)
            - tiếng Catalunya

### Liên hệ với ngôn ngữ nhóm Rôman khác
Tiếng Catalunya có nhiều đặc điểm chung với ngôn ngữ nhóm Rôman lân cận (Ý, Sardegna, Occitan và Tây Ban Nha). Tuy nhiên, dù đa phần của người nói thứ tiếng này có ở bán đảo Iberia, nhưng tiếng Catalunya có một vài sự khác biệt rõ rệt với nhóm ngôn ngữ Iberia-Rôman (tiếng Tây Ban Nha và Bồ Đào Nha) về mặt phát âm, ngữ pháp và từ vựng. Ngôn ngữ gần nhất là tiếng Occitan và nhóm Gallia-Rôman (tiếng Pháp, Arpitan và Gallia-Ý).
Theo Ethnologue, sự giống nhau về từ vựng giữa tiếng Catalunya và ngôn ngữ thuộc nhóm Rôman là: 87% với tiếng Ý, 85% với tiếng Bồ Đào Nha và Tây Ban Nha, 76% với tiếng Ladin, 75% với tiếng Sardegna và 73% với tiếng România.
| Từ          | Catalunya | Occitan     | Ý        | Pháp   | Tây Ban Nha | Bồ Đào Nha   | România   |
| ----------- | --------- | ----------- | -------- | ------ | ----------- | ------------ | --------- |
| anh/em họ   | cosí      | cosin       | cugino   | cousin | primo       | primo        | văr       |
| anh/em trai | germà     | fraire      | fratello | frère  | hermano     | irmão        | frate     |
| cháu trai   | nebot     | nebot       | nipote   | neveu  | sobrino     | sobrinho     | nepot     |
| mùa hè      | estiu     | estat       | estate   | été    | verano      | verão        | vară      |
| buổi tối    | vespre    | ser, vèspre | sera     | soir   | tarde       | tarde        | seară     |
| buổi sáng   | matí      | matin       | mattino  | matin  | mañana      | manhã        | dimineaţă |
| chảo rán    | paella    | padena      | padella  | poêle  | sartén      | frigideira   | tigaie    |
| giường      | llit      | lièch, lèit | letto    | lit    | cama        | cama         | pat       |
| con chim    | ocell     | aucèl       | uccello  | oiseau | ave, pájaro | ave, pássaro | pasăre    |
| con chó     | gos       | gos, canh   | cane     | chien  | perro       | cão          | câine     |
| quả mận     | pruna     | pruna       | prugna   | prune  | ciruela     | ameixa       | prună     |
| bơ          | mantega   | bodre       | burro    | beurre | mantequilla | manteiga     | unt       |

| Từ         | Catalunya          | Occitan        | Ý         | Pháp     | Tây Ban Nha      | Bồ Đào Nha       | România            |
| ---------- | ------------------ | -------------- | --------- | -------- | ---------------- | ---------------- | ------------------ |
| mảnh       | tros               | tròç, petaç    | pezzo     | pièce    | pedazo           | pedaço           | bucată             |
| màu xám    | gris               | gris           | grigio    | gris     | gris/pardo       | cinza            | gri                |
| nóng       | calent             | caud           | caldo     | chaud    | caliente         | quente           | cald               |
| nhiều quá  | massa              | tròp           | troppo    | trop     | demasiado        | demais           | prea               |
| muốn       | voler              | vòler          | volere    | vouloir  | querer           | querer           | a voi              |
| lấy, nắm   | prendre            | prene, prendre | prendere  | prendre  | tomar            | tomar            | a prinde           |
| cầu nguyện | pregar             | pregar         | pregare   | prier    | rezar            | rezar            | a se ruga          |
| hỏi        | demanar /preguntar | demandar       | domandare | demander | pedir, preguntar | pedir, perguntar | a cere             |
| tìm kiếm   | cercar / buscar    | cercar         | cercare   | chercher | buscar           | buscar           | a cerceta, a căuta |
| đến        | arribar            | arribar        | arrivare  | arriver  | llegar           | chegar           | a ajunge           |
| nói        | parlar             | parlar         | parlare   | parler   | hablar           | falar            | a vorbi            |
| ăn         | menjar             | manjar         | mangiare  | manger   | comer            | comer            | a mânca            |

| Latinh    | Catalunya | Catalunya      | Tây Ban Nha | Tây Ban Nha      |
| --------- | --------- | -------------- | ----------- | ---------------- |
| accostare | acostar   | "mang gần hơn" | acostar     | "đặt vào giường" |
| levare    | llevar    | "bỏ ra; thức"  | llevar      | "mang"           |
| trahere   | traure    | "bỏ ra"        | traer       | "mang đến"       |
| circare   | cercar    | "tìm kiếm"     | cercar      | "rào quanh"      |
| collocare | colgar    | "chôn cất"     | colgar      | "treo"           |
| mulier    | muller    | "vợ"           | mujer       | "phụ nữ"         |

Phần lớn của lịch sử, và nhất là thời kỳ độc tài Franco (1939–1975), tiếng Catalunya hay bị coi là thổ ngữ thuộc tiếng Tây Ban Nha. Quan điểm này tựa và suy nghĩ chính trị và tư tưởng nhưng không có giá trị nào về ngôn ngữ học. Hai thứ tiếng này có sự khác biệt quan trọng về đặc điểm âm vị, từ vựng và ngữ pháp, để tiếng Catalunya gần tiếng Occitan (và Pháp) hơn về một số khía cạnh.
Có sự chứng minh rằng, ít nhất từ thế kỷ 2, từ vựng và âm vị học của tỉnh La Mã Tarraconensis khác biệt với vùng khác của xứ Hispania thuộc La Mã. Sự khác biệt nảy sinh và tiếng Tây Ban Nha, Asturias và tiếng Gallia-Bồ Đào Nha cùng có một vài từ cổ ngoại vi (như "đun sôi": Tây Ban Nha hervir, Asturias/Bồ Đao Nha ferver đối lập với Catalunya bullir, Occitan bolir) và từ địa phương cách tân ("bò thiến": TBN novillo, Ast nuviellu đối lập Cat torell, Oc taurèl).
Ảnh hưởng của ngôn ngữ German cũng khác biệt nếu so sánh tiếng Catalunya và tiếng Tây Ban Nha. Ví dụ, từ tiếng Catalunya fang "bùn" và rostir "nướng" có gốc German, còn tiếng Tây Ban Nha lodo và asar có gốc Latinh. Tiếng Catalunya filosa "guồng quay tơ" và pols "thái dương" có gốc Latinh, còn tiếng Tây Ban Nha rueca và sien có gốc German.
Từ mượn từ tiếng Ả Rập cũng vậy. Từ tiếng Catalunya alfàbia "vại bằng đất nung" và rajola "ngói" có gốc Ả Rập, đối lập với tiếng Tây Ban Nha tinaja và teja có gốc Latinh. Tiếng Catalunya oli "dầu" và oliva "ô liu" có gốc Latinh, khác với tiếng Tây Ban Nha aceite và aceituna. Tiếng Tây Ban Nha có nhiều từ mượn từ tiếng Ả Rập hơn nhiều.
Vì vị trí giữa hai khối ngôn ngữ (Iberia-Rôman và Gallia-Rôman) nên tiếng Catalunya có nhiều từ độc đáo, như enyorar "nhớ", apaivagar "làm yên" và rebutjar "đoạn tuyệt".

## Phân phối địa lý

### Vùng nói tiếng Catalunya
| Quốc gia | Khu vực            | Tên tiếng Catalunya  | Ghi chú | \| Bắc Catalunya Catalunya Alghero La Franja Cộng đồng València Carche Sardegna (Ý) Aragón (TBN) Murcia (TBN) Pháp Andorra Quần đảo Baleares \| \| Vùng nói tiếng Catalunya có màu xám đậm \| |
| --- | ------------------ | -------------------- | --- | --- |
| Andorra | Andorra            | Andorra              | Quốc gia có chủ quyền mà có tiếng Catalunya là ngôn ngữ chính thức duy nhất. Người Andorra nói ngôn ngữ địa phương loại Tây của thứ tiếng. Tiếng Catalunya là thứ tiếng bình thường của 43,8% dân số. | \| Bắc Catalunya Catalunya Alghero La Franja Cộng đồng València Carche Sardegna (Ý) Aragón (TBN) Murcia (TBN) Pháp Andorra Quần đảo Baleares \| \| Vùng nói tiếng Catalunya có màu xám đậm \| |
| Pháp | Bắc Catalunya      | Catalunya Nord       | Đại khái là tỉnh Pyrénées-Orientales. Tiếng Catalunya không phải là ngôn ngữ chính thức ở đây và thứ tiếng bị giảm thiểu nhiều vì ảnh hưởng của tiếng Pháp. Khoảng chừng 3,5% dân số nói tiếng Catalunya là thứ tiếng bình thường. | \| Bắc Catalunya Catalunya Alghero La Franja Cộng đồng València Carche Sardegna (Ý) Aragón (TBN) Murcia (TBN) Pháp Andorra Quần đảo Baleares \| \| Vùng nói tiếng Catalunya có màu xám đậm \| |
| Tây Ban Nha | Catalunya          | Catalunya            | Tiếng Catalunya là ngôn ngữ chính thức ở đó, cùng với tiếng Tây Ban Nha và tiếng Occitan (loại thung lũng Aran). Có nhiều ngôn ngữ địa phương ở đó. 47% dân số dùng tiếng Catalunya như thứ tiếng giao tiếp hàng ngày. | \| Bắc Catalunya Catalunya Alghero La Franja Cộng đồng València Carche Sardegna (Ý) Aragón (TBN) Murcia (TBN) Pháp Andorra Quần đảo Baleares \| \| Vùng nói tiếng Catalunya có màu xám đậm \| |
| Tây Ban Nha | Cộng đồng Valencia | Comunitat Valenciana | Ngoại trừ một vài vùng ở miền Tây và Nam mà người ta nói tiếng Aragón hay Tây Bân Nha ít nhất kể từ thế kỷ 18. 25% dân số nói tiếng Catalunya loại Tây, mà ở đó bình thường được gọi là "tiếng València" (Valencià). | \| Bắc Catalunya Catalunya Alghero La Franja Cộng đồng València Carche Sardegna (Ý) Aragón (TBN) Murcia (TBN) Pháp Andorra Quần đảo Baleares \| \| Vùng nói tiếng Catalunya có màu xám đậm \| |
| Tây Ban Nha | La Franja          | La Franja            | Một phần của Cộng đồng tự trị Aragón phía đông giáp Catalunya. Vùng này bao gồm những hạt (comarca) Ribagorza, Llitera, Baix Cinca và Matarranya. Khoảng chừng 30.000 người nói tiếng Catalunya một cách bình thường — là 70% dân số của vùng này. Tiếng Catalunya không có địa vị chính thức ở Aragón, nhưng kể từ năm 1990 thứ tiếng này được chính quyền cộng đồng công nhận. | \| Bắc Catalunya Catalunya Alghero La Franja Cộng đồng València Carche Sardegna (Ý) Aragón (TBN) Murcia (TBN) Pháp Andorra Quần đảo Baleares \| \| Vùng nói tiếng Catalunya có màu xám đậm \| |
| Tây Ban Nha | Quần đảo Baleares  | Illes Balears        | Bao gồm các đảo Mallorca, Menorca, Ibiza và Formentera. | \| Bắc Catalunya Catalunya Alghero La Franja Cộng đồng València Carche Sardegna (Ý) Aragón (TBN) Murcia (TBN) Pháp Andorra Quần đảo Baleares \| \| Vùng nói tiếng Catalunya có màu xám đậm \| |
| Tây Ban Nha | Carche             | El Carxe             | Vùng nhỏ trong Vùng Murcia, mà người nói tiếng Catalunya đến định cư vào thế kỷ 19. | \| Bắc Catalunya Catalunya Alghero La Franja Cộng đồng València Carche Sardegna (Ý) Aragón (TBN) Murcia (TBN) Pháp Andorra Quần đảo Baleares \| \| Vùng nói tiếng Catalunya có màu xám đậm \| |
| Ý | Alghero            | L'Alguer             | Một thành phố thuộc tỉnh Sassari trên đảo Sardegna mà ở đó người ta nói ngôn ngữ địa phương là tiếng Alghero (Alguerés). | \| Bắc Catalunya Catalunya Alghero La Franja Cộng đồng València Carche Sardegna (Ý) Aragón (TBN) Murcia (TBN) Pháp Andorra Quần đảo Baleares \| \| Vùng nói tiếng Catalunya có màu xám đậm \| |
| Bắc Catalunya Catalunya Alghero La Franja Cộng đồng València Carche Sardegna (Ý) Aragón (TBN) Murcia (TBN) Pháp Andorra Quần đảo Baleares |                    |                      | | |
| Vùng nói tiếng Catalunya có màu xám đậm                                                                                                   |                    |                      | | |

Các khu vực này đôi khi được gọi là Països Catalans ("các nước của tiếng Catalunya").

### Tổng số người nói
Số người biết nói tiếng Catalunya tuỳ vào tài liệu. Một sự khảo sát năm 2004 ước tính tổng số là 9–9,5 triệu người. Số này là tổng số người biết nói; số người nói tiếng Catalunya như ngôn ngữ mẹ đẻ ở vùng Catalunya chỉ là 35,6% tổng dân số. Theo Ethnologue ấn bản thứ 17 thì (vào năm 2010) có 7,2 triệu người nói tiếng Catalunya như ngôn ngữ mẹ đẻ và (vào năm 1994) 5 triệu người nói như ngôn ngữ thứ hai.
Một đặc điểm xã hội của tiếng Catalunya là nơi nào người ta nói tiếng Catalunya cũng có thứ tiếng thứ hai được sử dụng: tiếng Pháp ở Bắc Catalunya ở Pháp, tiếng Ý ở Alghero ở Ý, tiếng Pháp và tiếng Tây Ban Nha ở Andorra, tiếng Tây Ban Nha ở vùng nói tiếng Catalunya khác.
| Khu vực                                | Quốc gia                               | Hiểu 1!!Biết nói 2 |                  |
| -------------------------------------- | -------------------------------------- | ------------------ | ---------------- |
| Catalonia                              | Tây Ban Nha                            | 6,502,880          | 5,698,400        |
| Cộng đồng Valencia                     | Tây Ban Nha                            | 3,448,780          | 2,407,951        |
| Quần đảo Baleares                      | Tây Ban Nha                            | 852,780            | 706,065          |
| Roussillon                             | Pháp                                   | 203,121            | 125,621          |
| Andorra                                | Andorra                                | 75,407             | 61,975           |
| La Franja (Aragón)                     | Tây Ban Nha                            | 47,250             | 45,000           |
| Alghero (Sardegna)                     | Ý                                      | 20,000             | 17,625           |
| Carche (Murcia)                        | Tây Ban Nha                            | Không có dữ liệu   | Không có dữ liệu |
| Tổng cộng các vùng nói tiếng Catalunya | Tổng cộng các vùng nói tiếng Catalunya | 11,150,218         | 9,062,637        |
| Phần còn lại thế giới                  | Phần còn lại thế giới                  | Không có dữ liệu   | 350,000          |
| Tổng cộng                              | Tổng cộng                              | 11,150,218         | 9,412,637        |

1.^  Số người hiểu tiếng Catalunya gồm có những người mà biết nói.
2.^  Số này là số người bày tỏ mình biết nói, không chỉ là người bản xứ.

## Ngôn ngữ địa phương

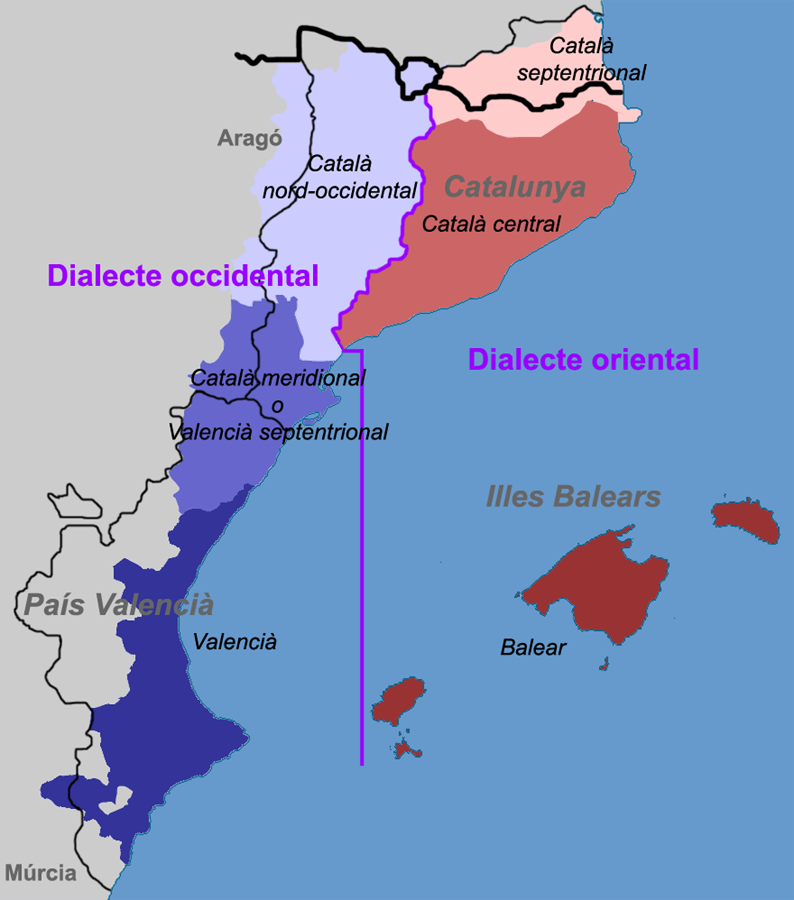
Các ngôn ngữ địa phương của tiếng Catalunya.

Các ngôn ngữ địa phương của tiếng Catalunya khá thống nhất — nhất là nếu so sánh với ngôn ngữ Rôman khác — cả về từ vựng, ngữ nghĩa học, cú pháp, hình thái học và âm vị học. Trình độ người địa phương khác biệt với nhau sẽ hiểu nhau rất là cao, được ước tính là giữa 90% và 95%. Ngoại lệ duy nhất là thổ ngữ đặc tính cô lập là tiếng Alghero.
Tiếng Catalunya bao gồm hai khối địa phương chính: tiếng Catalunya phía đông và tiếng Catalunya phía tây. Sự khác biệt chính là cách phát âm của âm a và e nếu không mang trọng âm: cả hai được pháp âm /ə/ trong thổ ngữ miền đông, nhưng vẫn là /a/ và /e/ trong thổ ngữ miền tây. Cũng có thêm một vài sự khác biệt về cách phát âm, hình thái động từ và từ vựng.
Khối tiếng Catalunya phía tây bao gồm hai ngôn ngữ địa phương là tiếng Catalunya tây bắc và tiếng València. Khối phía đông bao gồm bốn ngôn ngữ địa phương: tiếng Catalunya miền trung, tiếng Baleares, tiếng Catalunya phía bắc (tiếng Roussillon) và tiếng Alghero. Các ngôn ngữ địa phương có thể được chia thành ngôn ngữ địa phương con.
| Khối                | TÂY                                                  | TÂY                | ĐÔNG                                                             | ĐÔNG              | ĐÔNG                     | ĐÔNG                                |
| Ngôn ngữ địa phương | Tây bắc                                              | València           | Trung                                                            | Baleares          | Bắc/Roussillon           | Alghero                             |
| Vừng                | Nước Tây Ban Nha                                     | Nước Tây Ban Nha   | Nước Tây Ban Nha                                                 | Nước Tây Ban Nha  | Nước Pháp                | Nước Ý                              |
| Vừng                | Tỉnh Lleida, phần đông của tỉnh Tarragona, La Franja | Cộng đồng Valencia | Tỉnh Barcelona, phần tây của tỉnh Tarragona, đa phàn tỉnh Girona | Quần đảo Baleares | Roussillon/Bắc Catalunya | Thành phố Alghero trên đảo Sardegna |

### Phát âm
Tiếng Catalunya thừa kế hệ thống tiêu biểu của tiếng Latinh bình dân, bao gồm bảy âm vị nguyên âm có trọng âm: /a ɛ e i ɔ o u/. Tiếng Baleares cũng có âm /ə/ có thể mang trọng âm. Các ngôn ngữ địa phương không đồng nhất về quý trình rút gọn nguyên âm, và sự phân phối của cặp đôi /ɛ e/.
Trong tiếng Catalunya phía đông (ngoại trừ Mallorca), nguyên âm không mang trọng âm bị rút gọn làm ba cái: [ə i u]. Tiếng Mallorca rút gọn nguyên âm làm bốn cái: [ə i o u]. Tiếng Catalunya phía tây thì có năm nguyên âm không trọng âm: [a e i o u]. Tiếng Ý và Bồ Đào Nha cũng có cách rút gọn nguyên âm tương tự, thừa kế từ tiếng Rôman nguyên thủy.
Tiếng Catalunya miền trung, tây và Baleares cũng phân phố hai âm /e/ và /ɛ/ mang trọng âm một cách khác biệt với nhau. Nói chung, từ nào có /ɛ/ ở miền trung sẽ có /ə/ trong tiếng Baleares và /e/ trong tiếng Catalunya phía tây.
| Từ                       | Tây    | Mallorca | Đông ngoại trừ Mallorca |
| ------------------------ | ------ | -------- | ----------------------- |
| set ("sự khát")          | /'set/ | /'sət/   | /'sɛt/                  |
| ven ("(anh/chị ấy) bán") | /'ven/ | /'vən/   | /'bɛn/                  |

| Từ                | Tây     | Tây      | Đông     | Đông    | Đông    | Đông |
| Từ                | Tây bắc | València | Mallorca | Trung   | Bắc     |      |
| ----------------- | ------- | -------- | -------- | ------- | ------- | ---- |
| mare ("mẹ")       | mar[e]  | mar[e]   | mar[ə]   | mar[ə]  | mar[ə]  |      |
| cançó ("bài hát") | c[a]nçó | c[a]nçó  | c[ə]nçó  | c[ə]nçó | c[ə]nçó |      |
| posar ("đặt")     | p[o]sar | p[o]sar  | p[o]sar  | p[u]sar | p[u]sar |      |
| ferro ("sắt")     | ferr[o] | ferr[o]  | ferr[o]  | ferr[u] | ferr[u] |      |

### Hình thái
Trong động từ, hậu từ của ngôi thứ nhất thì hiện tại trình bày có thể là -o, -i hay không gì, tuỳ vào địa phương và lớp chia động từ.
| Lớp chia | Đông  | Đông  | Đông     | Tây             | Tây     | Nghĩa                         |
| Lớp chia | Trung | Bắc   | Baleares | València        | Tây bắc | Nghĩa                         |
| -------- | ----- | ----- | -------- | --------------- | ------- | ----------------------------- |
| Nhất     | parlo | parli | parl     | parle hay parlo | parlo   | "(tôi) nói"                   |
| Hai      | temo  | temi  | tem      | tem             | temo    | "(tôi) sợ"                    |
| Ba       | sento | senti | sent     | sent            | sento   | "(tôi) cảm thấy"/"(tôi) nghe" |

### Từ vựng
Dù khá thống nhất về từ vựng, nhưng hai khối đông và tây vẫn có một vài sự khác biệt. Bình thường tiếng Catalunya miền trung là thổ ngữ có từ vựng cách tân.
| Từ   | "gương" | "chàng trai" | "chổi"   | "rốn"      | "đi ra" |
| ---- | ------- | ------------ | -------- | ---------- | ------- |
| Đông | mirall  | noi          | escombra | melic      | sortir  |
| Tây  | espill  | xiquet       | granera  | llombrígol | eixir   |

### Chuẩn
| Catalunya (IEC) | València (AVL) | nghĩa         |
| --------------- | -------------- | ------------- |
| anglès          | anglés         | thuộc Anh     |
| conèixer        | conéixer       | biết          |
| treure          | traure         | rút           |
| néixer          | nàixer         | sinh ra       |
| càntir          | cànter         | bình lạnh     |
| rodó            | redó           | tròn          |
| meva            | meua           | của tôi       |
| ametlla         | ametla         | quả hạnh      |
| estrella        | estrela        | ngôi sao      |
| cop             | colp           | cú đánh       |
| llagosta        | llangosta      | tôm hùm       |
| homes           | hòmens         | những đàn ông |
| servei          | servici        | phục vụ       |

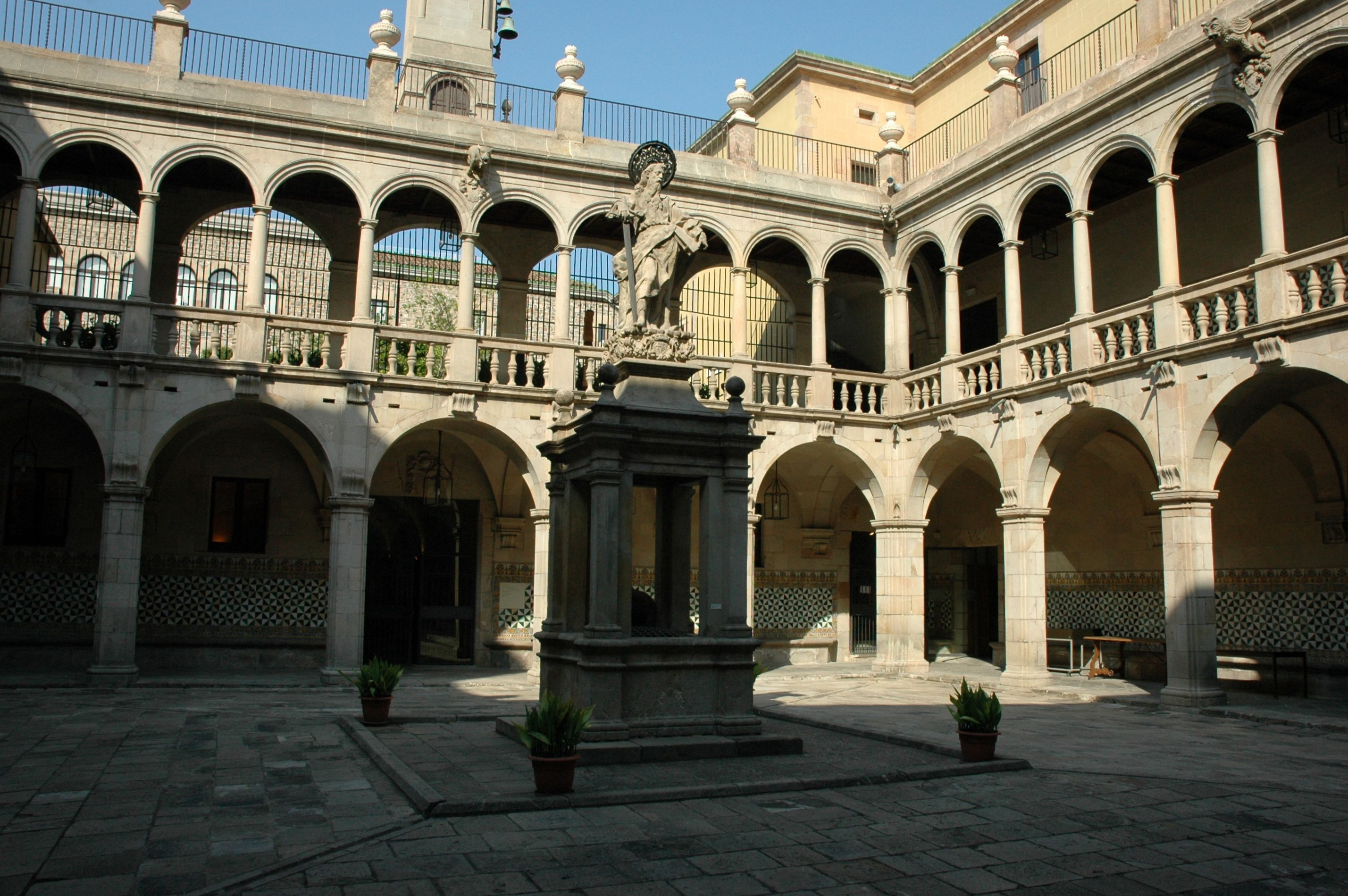
Toà Casa de Convalescència, tổng bộ của viện Institut d'Estudis Catalans.

Tiếng Catalunya chuẩn dựa vào tiếng Catalunya miền đông, là loại tiếng Catalunya phổ biết nhất. Tuy nhiên, các ngôn ngữ chuẩn của València và quần đảo Baleares chấp nhận dạng từ khác mà ở miền đông của Catalunya người ta không dùng.
Sự khác biệt đáng kể nhất giữa các ngôn ngữ chuẩn là dấu trên một và chữ cái ⟨e⟩ mang trọng âm, như francès, anglès (Catalunya) – francés, anglés (València) (nghĩa là "thuộc Pháp, thuộc Anh"). Tuy nhiên, ngôn ngữ chuẩn của València của viện AVL giữ dấu huyền ⟨è⟩ với phát âm /e/ trong một vài từ như què ("cái gì") hay València. Sự khác biệt khác là sử dụng ⟨tl⟩ (tại València) tại vì ⟨tll⟩ trong một vài từ như ametla/ametlla ("quả hạnh"), espatla/espatlla ("lưng"), sử dụng từ chỉ định lướt (este "này", eixe "ấy") thay vì từ chỉ định gia cường (aquest, aqueix) và sử dụng dạng động từ phổ biến ở València và miền tây Catalunya như sử dụng hậu tố -e thay vì -o trong ngôi thứ nhất hiện tại trình bày của động từ lớp -ar: jo compre thay vì jo compro ("tôi mua").
Trong quần đảo Baleares, ngôn ngữ chuẩn của Catalunya được chấp nhận, nhưng do bộ phân Ngữ văn của Đại học Quần đảo Baleares sửa đổi cho hợp với ngôn ngữ địa phương Baleares. Ví dụ, viện IEC của Catalunya báo rằng có thể viết cantem ("(chúng tôi/ta) hát") thành cantam, còn trong quần đảo Baleares luôn phải viết cantam. Một đặc điểm khác của ngôn ngữ chuẩn Baleares là hậu tố không trong ngôi thứ nhất hiện tại trình bày: jo compr ("tôi mua"), jo tem ("toi sợ"), jo dorm ("tôi ngủ").
Đối với Alghero thì viện sửa ngôn ngữ chuẩn cho hợp với tiếng Alghero hơn. Trong chuẩn này có mạo từ hạn định lo thay vì el, đại từ và từ chỉ định sở hữu đặc biệt như lo tou/ta tua ("cái của bạn"), luôn sử dụng -v- /v/ trong thì quá khứ chưa hoàn thành (cantava, creixiva, llegiva, "đã hát, lớn lên, đọc"), sử dụng nhiều từ cổ xưa (manco thày vì menys "ít hơn", calqui u thay vì algú "ai đó") và đại từ yếu khác biệt.

### Địa vị của tiếng València

Ngôn ngữ địa phương con của tiếng València

Các nhà ngôn ngữ học, bao gồm nhà ngôn ngữ học València, coi tiếng Catalunya và València là một thứ tiếng, và người nói tiếng Catalunya miền trung và tiếng València sẽ hiểu 90% đến 95% của ngôn ngữ địa phương của nhau. Viện Acadèmia Valenciana de la Llengua (AVL) tuyên bố rằng tiếng València và Catalunya là một.
Tuy nhiên, cuộc thăm dò được tổ chức giữa năm 2001 và 2004 chỉ ra rằng đa phần của người València coi tiếng València khác biệt với tiếng Catalunya. Sự không đồng nhất này gây nhiều tranh luận. Ví dụ, lúc hiến pháp của Liên minh châu Âu được phác thảo, chính phủ Tây Ban Nho cho Liên minh châu Âu ban dịch của bài sang tiếng Basque, Galicia, Catalunya và València, nhưng bài bằng tiếng Catalunya và València giống hệt nhau.

## Âm vị
Hệ thống âm vị của tiếng Catalunya tuỳ vào địa phương. Một vài đặc điểm là:
- Một sự đối chiếu rõ giữa cặp nguyên âm /ɛ e/ và /ɔ o/, như trong những ngôn ngữ thuộc nhánh phía tây nhóm Rôman khác, ngoại trừ tiếng Tây Ban Nha.[37]
- Không có nguyên âm mũi hoá, khác biệt với tiếng Bồ Đào Nha hoặc Pháp.[37]
- Không âm đôi hoá nguyên âm ngắn ĕ, ŏ của tiếng Latinh, như tiếng Galicia và Bồ Đào Nha, và khác với tiếng Pháp, Tây Ban Nha và Ý.[37]
- Nhiều nguyên âm đôi chứa /w/, như tiếng Galicia và Bồ Đào Nha.[37]

Khác với những ngôn ngữ nhóm Rôman khác, tiếng Catalunya có nhiều từ đơn âm tiết, và nhiều loại phụ âm và cụm phụ âm có thể có mặt ở cuối từ. Thêm hơn nữa, tiếng Catalunya có hiện tượng vô thanh hoá phụ âm cản cuối, nên có nhiều đôi cặp như amic "bạn nam" đối với amiga "bạn nữ".
Tiếng Catalunya miền trung được coi là cách phát âm chuẩn, nên sự mô tả bên dưới nói chung mô tả giọng này.

### Nguyên âm

Các âm vị nguyên âm của tiếng Catalunya miền Trung chuẩn.

Tiếng Catalunya thừa kế hệ thống nguyên âm tiêu biểu của tiếng Latinh bình dân bao gồm bảy âm vị nguyên âm trong âm tiết có trọng âm: /a ɛ e i ɔ o u/. Hệ tống này phổ biến trong ngôn ngữ Rôman Tây ngoại trừ tiếng Tây Ban Nha. Giọng của đảo Baleares cũng cho phép có âm /ə/ trong âm tiết có trọng âm. Các giọng khác biệt không đồng nhất về mức độ giảm nguyên âm và về sự phân phối hai nguyên am /ɛ e/.
Trong tiếng Catalunya miền Trung nguyên âm nào không có trọng âm sẽ bị giảm để chỉ còn có ba nguyên âm nữa: /a e ɛ/ > [ə]; /o ɔ u/ > [u]; /i/ vẫn riêng. Những giọng khác có trình độ giảm nguyên âm khác biệt.
|              | Nguyên âm trước               | Nguyên âm trước                | Nguyên âm trước                                          | Nguyên âm sau                   | Nguyên âm sau                      |
| ------------ | ----------------------------- | ------------------------------ | -------------------------------------------------------- | ------------------------------- | ---------------------------------- |
| Cặp từ       | gel ("nước đá") gelat ("kem") | pedra ("đá") pedrera ("mỏ đá") | banya ("(anh/chị ấy) tắm") banyem ("(chúng tôi/ta) tắm") | cosa ("thứ") coseta ("thứ nhỏ") | tot ("tất cả") total ("tổng cộng") |
| Phiên âm IPA | ['ʒɛl] [ʒə'lat]               | ['peðɾə] [pə'ðɾeɾə]            | ['baɲə] [bə'ɲɛm]                                         | ['kɔzə] [ku'zɛtə]               | ['tot] [tu'tal]                    |

### Phụ âm
|          |           | Đôi môi | Chân răng / Răng | Vòm | Vòm mềm |
| -------- | --------- | ------- | ---------------- | --- | ------- |
| Mũi      | Mũi       | m       | n                | ɲ   | (ŋ)     |
| Tắc      | vô thanh  | p       | t                | k   | k       |
| Tắc      | hữu thanh | b       | d                | ɡ   | ɡ       |
| Tắc sát  | vô thanh  |         | ts               | tʃ  |         |
| Tắc sát  | hữu thanh |         | dz               | dʒ  |         |
| Sát      | vô thanh  | f       | s                | ʃ   |         |
| Sát      | hữu thanh | (v)     | z                | (ʒ) |         |
| Tiếp cận | giữa      |         |                  | j   | w       |
| Tiếp cận | cạnh      |         | l                | ʎ   |         |
| Vỗ       | Vỗ        |         | ɾ                |     |         |
| Rung     | Rung      |         | r                |     |         |

Hệ phụ âm của tiếng Catalunya hơi bảo thủ, và giống hệ của đa phần ngôn ngữ Rôman phía Tây hiện đại.
- /l/ có tha âm vị vòm mềm hoá ở vị trí đuôi vần trong đa phần các giọng.[41] Tuy nhiên, /l/ được vòm mềm hoá ở mọi vị trí trong giọng phía đông như tiếng Mallorca[42] và tiếng Catalunya phía đông chuẩn.
- /v/ có mặt trong tiếng Baleares,[43] Alghero, València chuẩn và một vài vùng ở miền nam Catalunya.[44] Nó bị sáp nhập vào /b/ ở vùng khác.[45]
- Phụ âm cản bị vô thanh hoá ở vị trí cuối âm tiết: /b/ > [p], /d/ > [t], /ɡ/ > [k].[46]
- Phụ âm tắc bị nhược hoá thành âm tiếp cận ở vị trí thanh mẫu sau âm liên tục: /b/ > [β], /d/ > [ð], /ɡ/ > [ɣ].[47] Ngoại lệ bao gồm vị trí sau âm cạnh, và /b/ ngay sau /f/. Ở vị trí đuôi vần âm này là âm tắc,[48] ngoại trừ một vài giọng València mà cũng nhược hoá âm này ở vị trí đuôi vần.[49]
- Có chút sự lộn xộn trong tài liệu về đặc trưng chính xác của /ʃ ʒ tʃ dʒ/. Một vài tài liệu[43] mô tả chúng là âm "chân răng sau". Tài liệu khác[50][51] báo chũng là âm "chân răng vòm sau", hạm ý rằng viết ⟨ɕ ʑ tɕ dʑ⟩ sẽ chính xác hơn.
- Sự phân phối của hai âm R /r ɾ/ giống sự phân phối của chúng trong tiếng Tây Ban Nha. Hai âm này đối chiếu giữa hai nguyên âm, nhưng ở vị trí khác chúng có sự phân phối bổ sung. Ở thanh mẫu luôn có [r] ngoại trừ nếu có phụ âm trước. Các thổ ngữ không đồng nhất về âm R ở đuôi vần, mà giọng phía tây bình thường có [ɾ] và giọng miền trung có [r] rung một chút ngoại trừ ngay trước từ bắt đầu bằng nguyên âm, mà trong trường hợp này sẽ có [ɾ].[52]
- Khi nói kỹ thì những âm /n m l/ có thể sắp thành đôi. Âm /ʎ/ đôi cũng có thể có mặt.[53] Một vài tài liệu phân tích [r] giữa hai nguyên âm là một vị âm R đôi,[54] theo một cách phân tích âm R của tiếng Tây Ban Nha và Bồ Đào Nha phổ biến.[55]

## Ngữ pháp
Ngữ pháp của tiếng Catalunya giống ngữ pháp của những ngôn ngữ Rôman khác. Một vài đặc điểm là:
- Sử dụng mạo từ hạn định và bất định.[56]
- Danh từ, tính từ, đại từ và mạo từ chia theo giống (cái hay đực) và số (ít hay nhiều). Các từ không chia theo cách, ngoài trừ đại từ.[56]
- Động từ chia theo ngôi và số của chủ ngữ, thì, thức, và trạng.[56]

### Chia theo giống và số
|       | đực      | cái       |
| ----- | -------- | --------- |
| ít    | el gat   | la gata   |
| nhiều | els gats | les gates |

|       | đực   | cái    |
| ----- | ----- | ------ |
| ít    | verd  | verda  |
| nhiều | verds | verdes |

|       | đực     | cái     |
| ----- | ------- | ------- |
| ít    | feliç   | feliç   |
| nhiều | feliços | felices |

|       | đực         | cái         |
| ----- | ----------- | ----------- |
| ít    | indiferent  | indiferent  |
| nhiều | indiferents | indiferents |

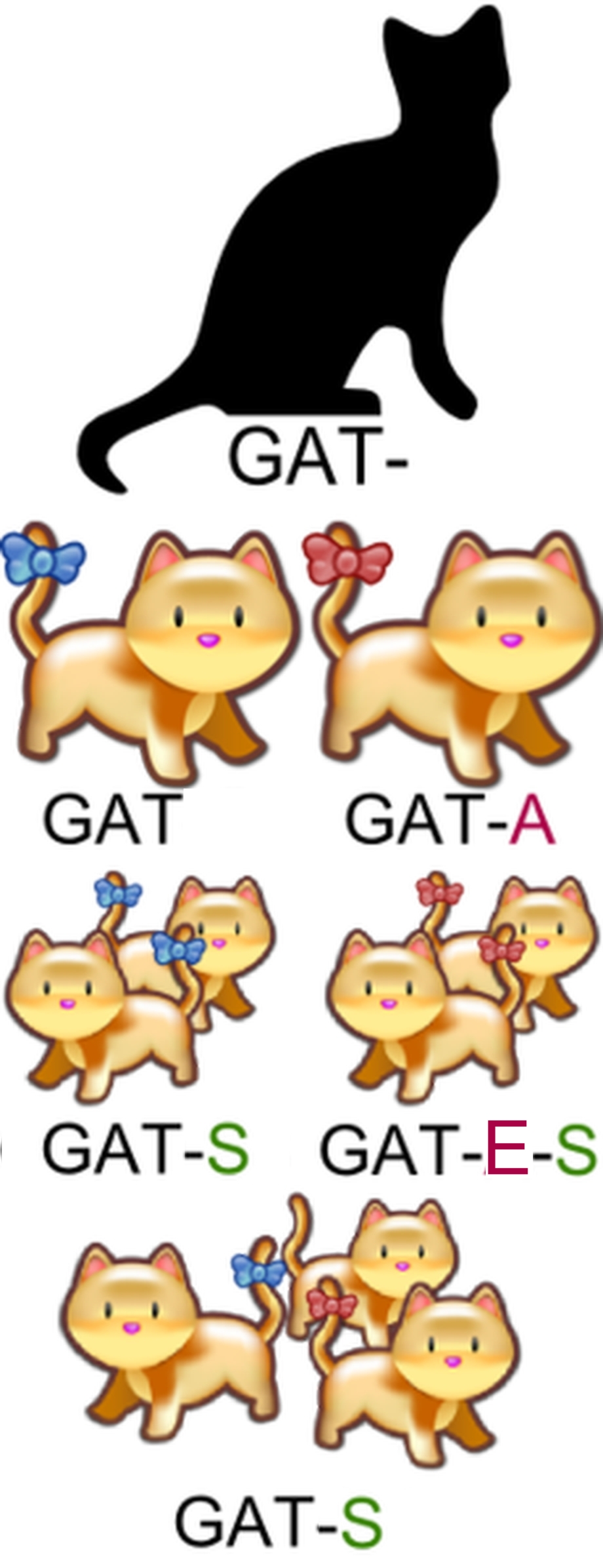
Từ gat ("mèo") chia theo giống và số. Màu xanh là giống đực và màu đỏ là giống cái.

Về chia theo giống thì một điểm đặc trưng (nếu so sánh với tiếng Bồ Đào Nha, Tây Ban Nha hay Ý) là sự biến mất của hậu tố giống đực -o tiêu biểu. Vậy nên sự xen kẽ hậu tố -o/-a bị hai hậu tố ø/-a thay thế. Một vài sự xen kẽ hình thái có thể xảy ra, như:
- Tắc sát hoá: boig/boja ("điên") nhưng lleig/lletja ("xấu")
- Mất n: pla/plana ("bằng phẳng") nhưng segon/segona ("thứ nhị")
- Vô thanh hoá phụ âm cản cuối: sentit/sentida ("cảm thấy", phân từ quá khứ) nhưng dit/dita ("nói", phân từ quá khứ)

### Từ hạn định
|       | đực     | cái     |
| ----- | ------- | ------- |
| ít    | el (l') | la (l') |
| nhiều | els     | les     |

|        |     | giới từ   | giới từ     | giới từ      |
| a      | de  | per       |             |              |
| ------ | --- | --------- | ----------- | ------------ |
| mạo từ | el  | al (a l') | del (de l') | pel (per l') |
| mạo từ | els | als       | dels        | pels         |

|       | đực | cái  |
| ----- | --- | ---- |
| ít    | un  | una  |
| nhiều | uns | unes |

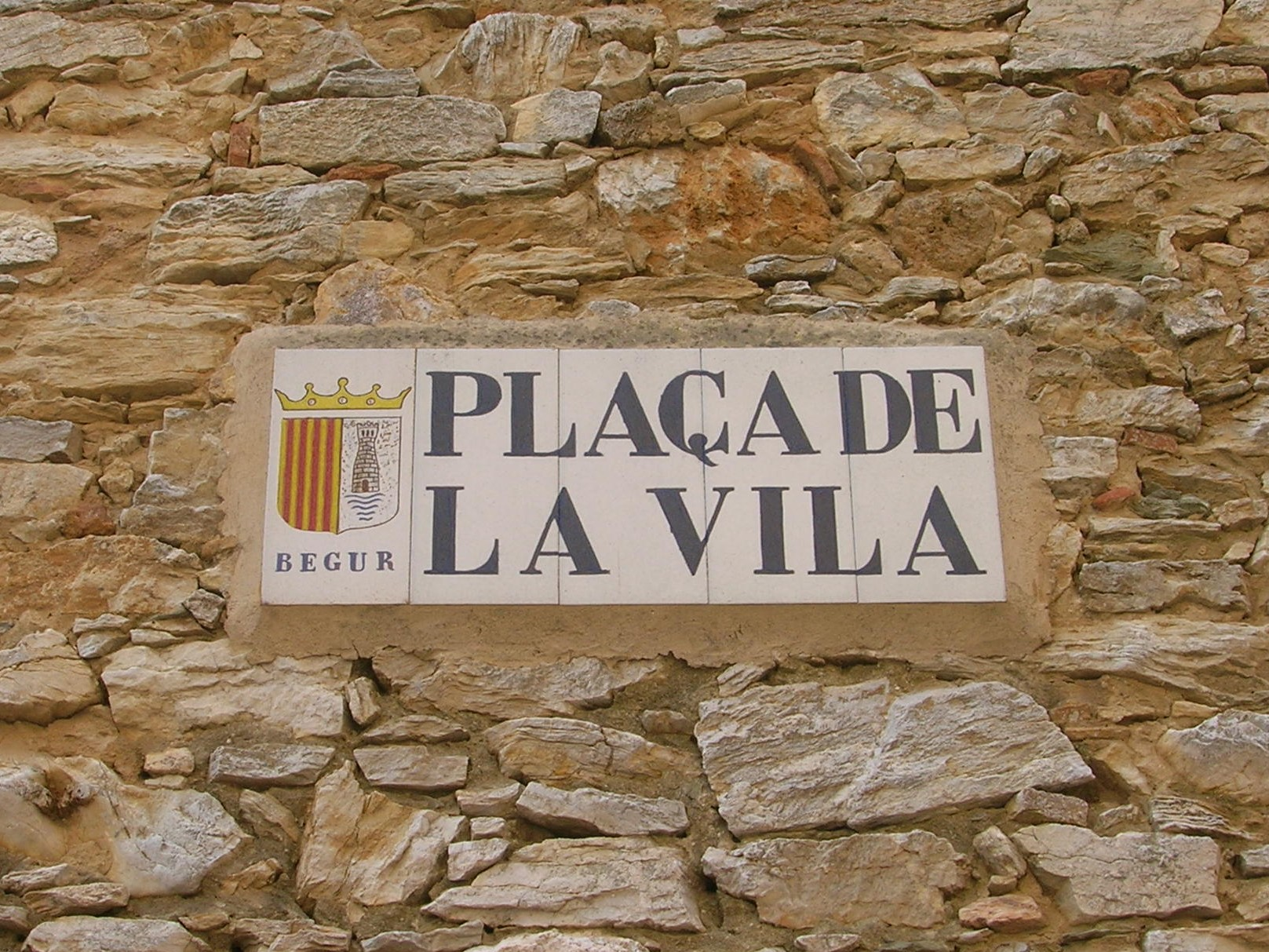
Biển tên đường tại quảng trường chính của Begur, Catalunya, Tây Ban Nha. Trong tên Plaça de la Vila (dịch: "Quảng trường của Thị trấn"), vì danh từ vila ("thị trấn") là từ giống cái số ít, nên mạo từ có dạng la.

Chia từ hạn định thì phức tạp, nhất là vì có nhiều dạng lược, như trong những ngôn ngữ xung quanh. Tiếng Catalunya có nhiều dạng giới từ + mạo tự bị rút gọn hơn tiếng Tây Ban Nha, như dels ("của" + mạo từ giống đực số nhiều), nhưng không nhiều bằng tiếng Ý (mà cũng có sul, col, nel...).

### Đại từ nhân xưng
|            |            | ít     | nhiều     |
| ---------- | ---------- | ------ | --------- |
| ngôi thứ 1 | ngôi thứ 1 | jo, mi | nosaltres |
| ngôi thứ 2 | thân mật   | tu     | vosaltres |
| ngôi thứ 2 | lịch sự    | vostè  | vostès    |
| ngôi thứ 2 | kính cẩn   | (vós)  | (vós)     |
| ngôi thứ 3 | đực        | ell    | ells      |
| ngôi thứ 3 | cái        | ella   | elles     |

Hình thái của đại từ tiếng Catalunya phức tạp, nhất là về dạng không mang trọng âm, mà có nhiều dạng như vậy (13 dạng riêng biệt, so sánh với 11 dạng trong tiếng Tây Ban Nha hay 9 dạng trong tiếng Ý). Đặc điểm là từ ho không giống, và tự do lớn khi kết hợp đại từ không trọng âm khác biệt với nhau (65 dạng kết hợp).
Đại từ nhân xưng của tiếng Catalunya có phân biệt hai cách xưng hô, như mọi ngôn ngữ Rôman khác (và nhiều ngôn ngữ châu Âu khác). Thêm hơn nữa, tiếng Catalunya miền trung gần như không dùng đại từ sở hữu không trọng âm (mon v.v.) nữa, và thay chúng bằng kết cấu mạo từ + dạng đại từ sở hữu có trọng âm (el meu v.v.), như trong tiếng Ý.

### Động từ
| Không giới hạn          | Dạng                                        | Dạng                                        | Dạng                                        | Dạng                                        | Dạng                                        | Dạng                                        |
| ----------------------- | ------------------------------------------- | ------------------------------------------- | ------------------------------------------- | ------------------------------------------- | ------------------------------------------- | ------------------------------------------- |
| Vô định                 | portar                                      | portar                                      | portar                                      | portar                                      | portar                                      | portar                                      |
| Phân từ hiện tại        | portant                                     | portant                                     | portant                                     | portant                                     | portant                                     | portant                                     |
| Phân từ quá khứ         | portat (portat, portada, portats, portades) | portat (portat, portada, portats, portades) | portat (portat, portada, portats, portades) | portat (portat, portada, portats, portades) | portat (portat, portada, portats, portades) | portat (portat, portada, portats, portades) |
| Trình bày               | jo                                          | tu                                          | ell / ella [vostè]                          | nosaltres                                   | vosaltres [vós]                             | ells / elles [vostès]                       |
| Hiện tại                | porto                                       | portes                                      | porta                                       | portem                                      | porteu                                      | porten                                      |
| Quá khứ chưa hoàn thành | portava                                     | portaves                                    | portava                                     | portàvem                                    | portàveu                                    | portaven                                    |
| Quá khứ (cổ)            | portí                                       | portares                                    | portà                                       | portàrem                                    | portàreu                                    | portaren                                    |
| Tương lai               | portaré                                     | portaràs                                    | portarà                                     | portarem                                    | portareu                                    | portaran                                    |
| Điều kiện               | portaria                                    | portaries                                   | portaria                                    | portaríem                                   | portaríeu                                   | portarien                                   |
| Cầu khẩn                | jo                                          | tu                                          | ell / ella [vostè]                          | nosaltres                                   | vosaltres [vós]                             | ells / elles [vostès]                       |
| Hiện tại                | porti                                       | portis                                      | porti                                       | portem                                      | porteu                                      | portin                                      |
| Quá khứ chưa hoàn thành | portés                                      | portéssis                                   | portés                                      | portéssim                                   | portéssiu                                   | portessin                                   |
| Mệnh lệnh               | jo                                          | tu                                          | ell / ella [vostè]                          | nosaltres                                   | vosaltres [vós]                             | ells / elles [vostès]                       |
| —                       | —                                           | porta                                       | porti                                       | portem                                      | porteu                                      | portin                                      |

Như trong mọi ngôn ngữ Rôman, cách chia động từ của tiếng Catalunya phức tạp hơn cách chia danh từ. Có rất nhiều hậu tố, còn sự xen kẽ hình thái thì có ít. Có sự xen kẽ nguyên âm, và cũng có trung tố và sự bổ thể, nhưng chỉ trong một vài động từ bất quy tắc (khác với tiếng Tây Ban Nha).
Hệ thống động từ của tiếng Catalunya rất giống hệ thống của mọi ngôn ngữ Rôman tây khác. Sự khác biệt đáng chú ý nhất là sự thay thế thì quá khứ trình bày phân tích (bằng hậu tố) bằng kết cấu dạng của ir ("đi") + dạng vô định.

### Cú pháp
Cú pháp của tiếng Catalunya theo gương của ngôn ngữ Rôman tây khác. Thứ tự từ chính là chủ ngữ–động từ–bổ ngữ.

## Từ vựng
Dù khá thống nhất về từ vựng, nhưng hai khối địa phương của tiếng Catalunya (đông và tây) có một vài sự khác biệt về từ. Trong văn chương thì có thể dùng từ của các ngôn ngữ địa phương khác biệt, mặc dù có một vài từ rất ít phổ biến. Tuy nhiên, kể từ thế kỷ 19 người ta dùng từ của ngôn ngữ địa phương miền bắc hơn.

### Từ uyên bác từ tiếng Latinh và Hy Lạp
Giống như nhiều ngôn ngữ châu Âu khác, tiếng Catalunya mượn nhiều từ uyên bác từ tiếng Hy Lạp và Latinh. Quá trình này bắt đầu rất sớm, và có nhiều ví dụ trong tác phẩm của Ramon Llull. Trong thế kỷ 14 và 15, tiếng Catalunya có số từ uyên bác từ tiếng Latinh và Hy Lạp cao hơn những ngôn ngữ Rôman khác nhiều, như có thể xem trong tác phẩm của Roís de Corella.

### Cấu tạo từ
Quá trình cấu tạo từ trong tiếng Catalunya theo cùng nguyên lý với ngôn ngữ Rôman khác, mà có nhiều sự chắp dính. Nhiều khi, một vài phụ tố được chấp vào từ vị nào đó, và có một vài sự xen kẽ âm có thể xảy ra, như elèctric [ə'lɛktrik] ("thuộc điện") đối với electricitat [ələktrisi'tat] ("điện"). Động từ có thể có tiền tố, như preveure ("dự kiến trước").
Quá trình cấu tạo từ phức có quy tắc, và có nhiều từ phức lắm.
| Loại                                         | Ví dụ              | Nghĩa          |
| -------------------------------------------- | ------------------ | -------------- |
| hai danh từ                                  | paper moneda       | "giấy tiền"    |
| danh từ do tính từ hạn định                  | estat major        | "bộ tham mưu"  |
| danh từ do danh từ khác với giới từ hạn định | màquina d'escriure | "máy đánh chữ" |
| gốc động từ với bổ ngữ là danh từ            | paracaigudes       | "dù nhảy"      |

## Chữ viết
| Dạng chính    | A | B | C | D | E   | F | G | H | I   | J | K | L   | M | N | O   | P | Q | R | S | T | U   | V | W | X | Y | Z |  |
| Dạng được đổi | À |   | Ç |   | È É |   |   |   | Í Ï |   |   | L•L |   |   | Ò Ó |   |   |   |   |   | Ú Ü |   |   |   |   |   |  |

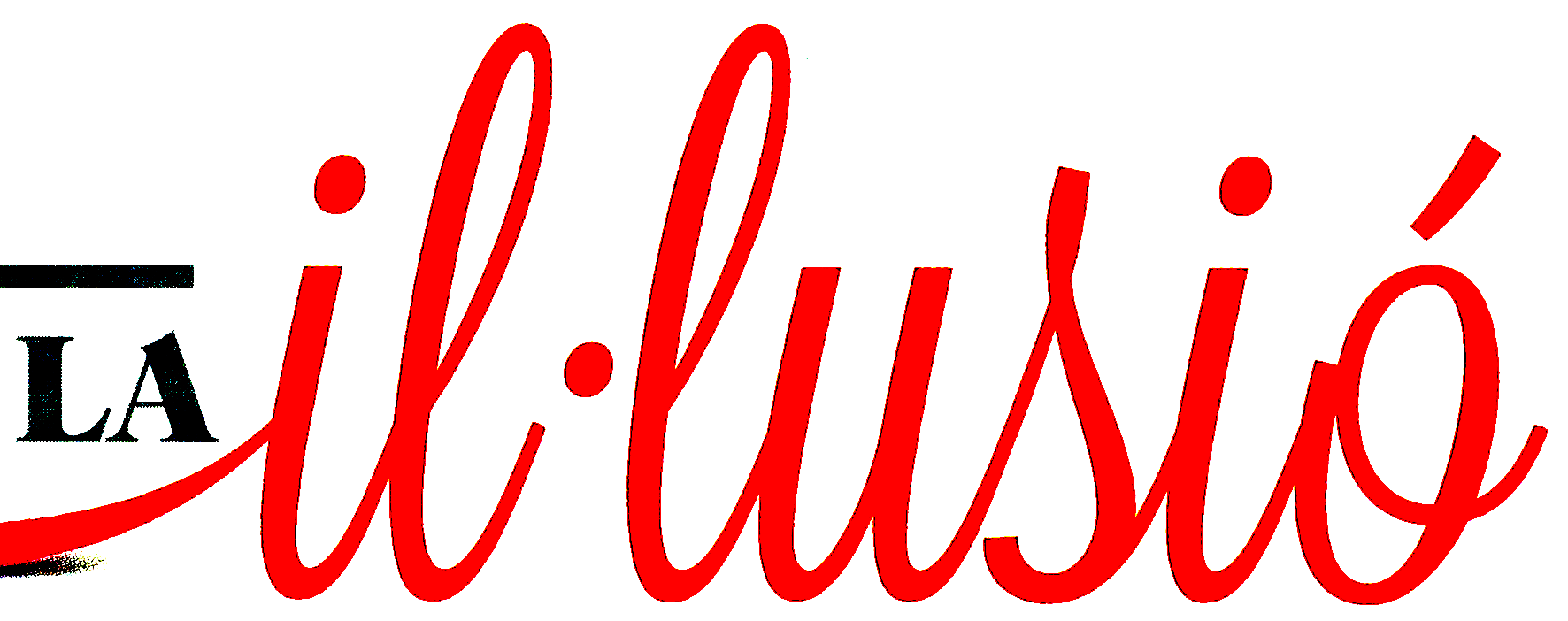
Biển quảng cáo tại thành phố Barcelona có từ il•lusió ("ảo tưởng")

Tiếng Catalunya dùng chữ cái Latinh với thêm một vài ký hiệu và chữ ghép (hai chữ cái làm một âm). Chính tả của tiếng Catalunya nói chung có hệ thống và tựa vào âm vị.